# Rosa María Cid
Rosa María Cid López (29 de enero de 1956) es una historiadora española especialista en historia de las mujeres y género en la antigüedad y en historia de Asturias. En la actualidad es profesora catedrática de Historia Antigua en la Universidad de Oviedo.

## Trayectoria
Se licenció en 1979 en Filosofía y Letras (Sección de Historia) en la Universidad de Oviedo y se especializó en historia antigua doctorándose en 1986 en Geografía e Historia con la tesis "El culto al emperador en Numidia de Augusto de Diocleciano". Es profesora catedrática de Historia Antigua en la Universidad de Oviedo.
Es coordinadora del Grupo Deméter. Historia, Género y Familia de la Universidad de Oviedo y directora de la colección Deméter. Fue promotora de los Estudios de Mujeres y Feministas en la Universidad de Oviedo y continúa en la actualidad como profesora de los Másteres y el Programa de Doctorado de Género y Diversidad, ha ejercido la vicepresidencia de AUDEM (Asociación Universitaria de Estudios de las Mujeres),de 1999 a 2001 y la presidencia de la AEIHM (Asociación Española de Investigación Histórica sobre las Mujeres) de 2002 a 2004. En la actualidad es la vicepresidenta de la Asociación de Historia Social. 
Como historiadora de las mujeres de la antigüedad ha analizado el poder, la religión, el trabajo, las biografías de personajes como Livia o Cleopatra, entre otros, y ha tratado igualmente cuestiones de historiografía sobre los estudios de mujeres, sobre todo en el caso español. Si bien, su principal línea de investigación es la maternidad y la madre en las sociedades antiguas, partiendo del papel de la mujer en la familia y de la relación entre lo femenino y lo maternal.
Entre sus aportaciones sobre la historia antigua de Asturias, destaca la coordinación del tomo primero de Asturias romana en la Historia de Asturias, publicada por La Nueva España en 1990-91. De 2008 al 2011 participó en el Comité que diseñó la Exposición Permanente del Museo Arqueológico de Asturias. Ha participado en las excavaciones arqueológicas de Gijón (Asturias, 1983) y Lugo de Llanera (Asturias, 1989).

## Publicaciones
- 2003 - Mitos femeninos de la cultura clásica. Creaciones y recreaciones en la historia y la literatura. KRK (coed. Junto a Marta González González).
- Font, Maria Dolors Molas (1 de enero de 2007). Violencia deliberada: las raíces de la violencia patriarcal. Icaria Editorial. ISBN 9788474269482. Consultado el 26 de agosto de 2016.
- Cid López, Rosa María (2009). «Madres y maternidades. Construcciones culturales en la civilización clásica». KRK.
- 2010 - Maternidad/es: representaciones y realidad social. Edades Antigua y Medieval, Almudayna, Col. Laya.Cid López, Rosa María (2010). «Maternidad/es: representaciones y realidad social. Edades Antigua y Medieval». Almudayna, Col. Laya.
- 2010 - Mujeres en la Historia, Ambitu.[7]
- 2010 “Egeria, peregrina y aventurera. Relato de un viaje a Tierra Santa”, ARENAL, vol. 17, 1, enero-junio, pp. 5-31.[8]
- 2012 - La maternité à l'épreuve du genre. Metamorphoses et permanences de la méditerranéenne maternité dans l'aire méditerranéenne.(codirectora junto a Y. Knibiehler y Francesca Arena). Presses de l'École des Hautes Études de Santé Publique.[cita requerida]
- 2012 - “Prostitución femenina y desorden social en el Mediterráneo antiguo. De las devotas de Venus a las meretrices”, Lectora. Revista de Dones i Textualitat, 18, pp. 113-126.[9]
- 2013 - Debita Verba. Estudios en homenaje al profesor Julio Mangas (coeditora junto a Estela García Fernández).[10]
- 2013 - Horas de radio sobre mujeres e Historia, Trabe.[11]
- 2014- “Imágenes del poder femenino en la Roma antigua. Entre Livia y Agripina”, Asparkía. Dossier Mujeres en la sociedad grecorromana. Discursos e imágenes, 25, 2014, pp. 179-201.[12]
- 2014 - Revisión de la traducción española de la obra de F. Thébaud. Escribir la historia de las Mujeres y de Género. KRK, Oviedo, 2014 (2ª ed. francesa, París, 2007).[cita requerida]
- 2015 - “El género y los estudios sobre las mujeres de la antigüedad. Reflexiones sobre los usos y la evolución de un concepto”, Revista de Historiografía, 2015, 22,1, pp. 25- 49.[13]
- 2016 - “Madres sustitutas y oficios femeninos. Nodrizas y niñeras en la Roma antigua” en Ana Delgado Hervás y Marina Picazo Gurina,   eds., , Los trabajos de las mujeres en el mundo antiguo. Cuidado y mantenimiento de la vida. Institut Català d´Arqueología Classica, Tarragona, ISBN: 978-84-942034-7-3, pp. 129-138.
- 2018 -Sánchez Romero, Margarita y Cid López, Rosa Mª. (eds.) Motherhood and Infancies in the Mediterranean in Antiquity, Oxford, Oxbow.